# Myrmica assimilis
Myrmica assimilis är en myrart som beskrevs av Maximilian Spinola 1851. Myrmica assimilis ingår i släktet rödmyror, och familjen myror. Inga underarter finns listade i Catalogue of Life.